# Râul Valea Răchitișului
Râul Valea Răchitișului este un curs de apă, afluent al râului Valea Hotarului. 